# Israel International 1981
Die Israel International 1981 im Badminton fanden vom 20. bis zum 21. April 1981 in Aschdod statt.

## Titelträger
| Disziplin    | Sieger                           |
| ------------ | -------------------------------- |
| Herreneinzel | Johann Ratheyser                 |
| Dameneinzel  | Adelheid Losek                   |
| Herrendoppel | Johann Ratheyser Gerald Hofegger |
| Damendoppel  | Eva Unglick Irit Ben Shushan     |
| Mixed        | Johann Ratheyser Adelheid Losek  |